# زانکت اولریخ ایم مولکرایس
زانکت اولریخ ایم مولکرایس (به آلمانی: Sankt Ulrich im Mühlkreis) یک منطقهٔ مسکونی در اتریش است که در ناحیه رورباخ واقع شده‌است. زانکت اولریخ ایم مولکرایس ۱۶ کیلومتر مربع مساحت دارد ۶۲۲ متر بالاتر از سطح دریا واقع شده‌است.